# Grandate
Grandate är en ort och kommun i provinsen Como i regionen Lombardiet i Italien. Kommunen hade 2 842 invånare (2018).